# Charles Adolphe Würtz
Charles Adolphe Würtz (1817-1884) là nhà hóa học người Pháp. Ông là người tìm ra phản ứng Würtz vào năm 1855. Ông cùng 71 nhân vật khác được ghi tên trên tháp Eiffel.